# 사무 카스티예호
사무엘 "사무" 카스티예호 아수아가(스페인어: Samuel "Samu" Castillejo Azuaga, 1995년 1월 18일 ~ )는 스페인의 축구 선수이다. 그는 현재 이탈리아 세리에 A의 사수올로에서 뛰고 있다.